# Euphaea formosa
Euphaea formosa là loài chuồn chuồn trong họ Euphaeidae (Epallagidae). Loài này được Hagen in Selys mô tả khoa học đầu tiên năm 1869.

## Hình ảnh

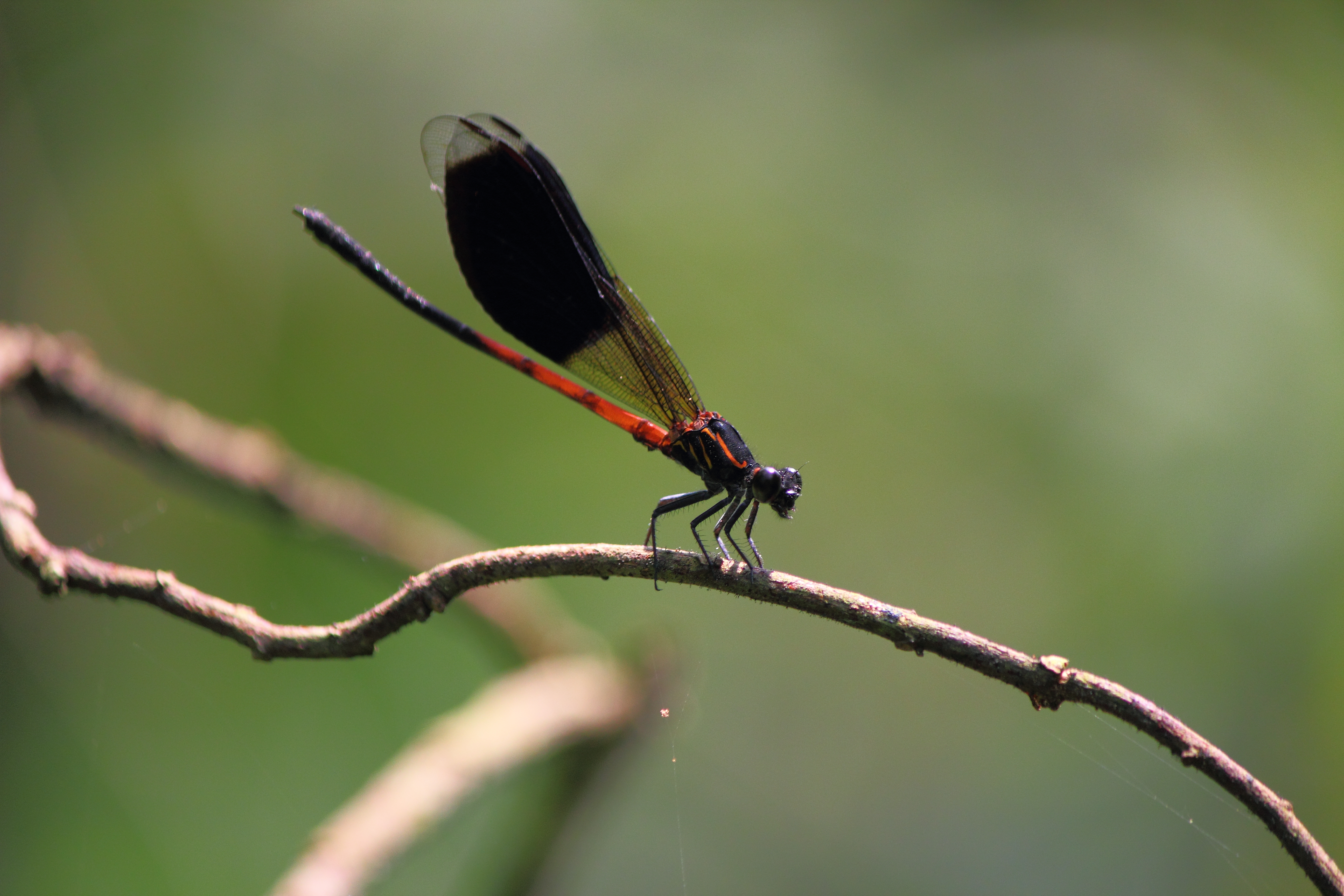
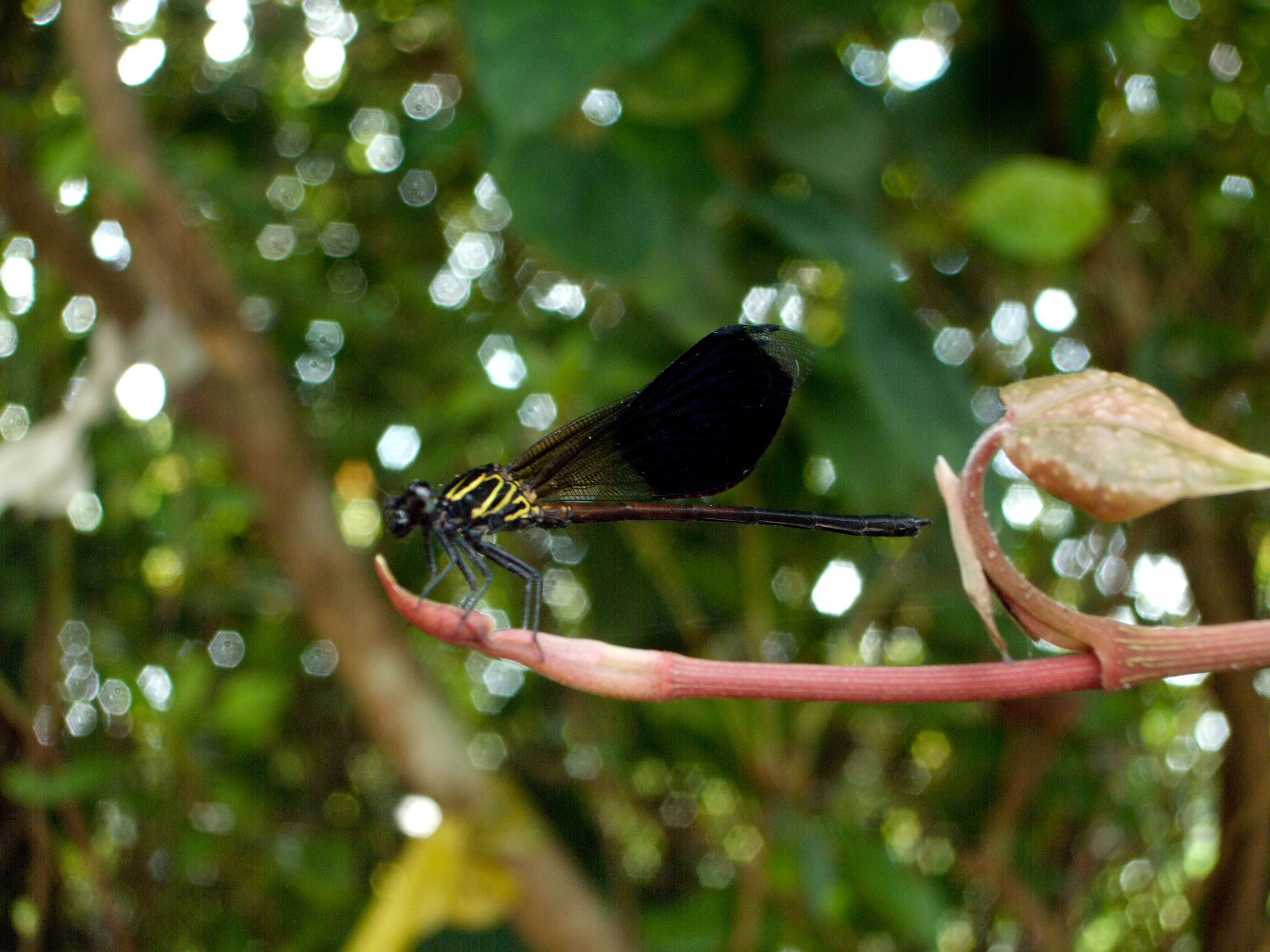